# Номенклатура на териториалните единици за статистически цели
NUTS (на френски: Nomenclature des unités territoriales statistiques;) „Обща класификация на териториалните единици за
статистически цели" е йерархична систематика за еднозначна класификация на териториални единици в официалните статистики в страните членки на Европейския съюз.
Тази систематика е развита от Евростат в Люксембург през 1980 г. за да улесни международното статистическо сравнение на европейските региони. Категоризирането по тази номенклатура е в основата за разпределянето на помощните средства от фондовете за регионална политика на ЕС.

## Структура и функция

### Основание
Административните деления в отделни държави се различават:
- по националната йерархична структура (например федерални републики, департаменти)
- по териториален размер и численост на населението
- в имената си (например Bruxelles/Brussel)
- по неедновременни административни реформи в отделните държави, които променят границите им.

Следователно има нужда от еднозначно и постоянно обозначение.

### Нива в йерархията
За да могат да бъдат ефективно сравнявани геостатистически данни (гъстота на населението, икономически фактори) се допускат единствено сравнения между два региона с еднакво йерархично ниво по категоризацията NUTS.
NUTS 0
държави
NUTS 1
големи региони/части от държава
NUTS 2
средноголеми региони
NUTS 3
малки региони/големи градове
LAU 1
сдружение от общини
LAU 2
общини
След реформата от юли 2003 нивата NUTS-4 и NUTS-5 са преименувани в LAU 1 и LAU 2 (на английски: Local administrative unit или Local Administrative Units).
За системата NUTS всички държави членки на ЕС са ниво 0, независимо от големината и населението им.

### Административна единица като основа
Административните единици на страните членки (регионалните органи, които имат правомощия в управлението на определена териториална единица) стоят в основата на системата NUTS. В кое ниво ще попадне даден регион зависи от определени горни и долни граници на числеността на населението. Тези граници са ориентировъчни и препоръчителни и могат да бъдат направени изключение в единичните случаи.
| ниво   | горна граница | долна граница |
| ------ | ------------- | ------------- |
| NUTS 1 | 7 000 000     | 3 000 000     |
| NUTS 2 | 3 000 000     | 800.000       |
| NUTS 3 | 800.000       | 150.000       |